# A pásztorkirály
A pásztorkirály Wolfgang Amadeus Mozart 1775. április 23-án, Salzburgban bemutatott kétfelvonásos operája.

## Az opera története
A pásztorkirály Jeromos salzburgi érsek (1732–1812) megbízásából készült, Miksa főherceg közelgő látogatásának tiszteletére. Miksa Mária Terézia és Lotaringiai Ferenc legkisebb fia volt, később kölni érsek és münsteri püspök lett.
A megbízást Mozart 1775 kora tavaszán kapta, a rangos vendéget pedig áprilisra várták. Mivel nem volt sok ideje a komponálásra, Metastasio szövegkönyvét meg kellett rövidíteni. A bemutatót a szerző vezényelte. A mű további sorsáról kevés adat maradt fent. Legközelebb 1906-ban Salzburgban, majd még ugyanebben az évben Münchenben adták elő. 1933-ban Dessauban mutatták be, ekkor Siegfried Anheisser németre fordította a librettót.
Az opera dallamvezetése és a zenekar hangszerelése jelentős előrelépést mutat Mozart operaszerzői stílusában. A recitativókban már csembalófutamokkal, rövidebb bevezető részekkel találkozhatunk a szokásos akkordok helyett, az áriák kíséretében több esetben jelentős szerephez jut a hegedűszóló, valamint fuvola és az oboa. A korabeli zenekarok összetétele mellett újítást jelentett az angolkürtök alkalmazása. Az áriák énekszólamaiban a korábbiakhoz képest sokkal több a virtuóz elem.

## Az opera szereplői
| Szereplő                                    | Hangfekvés                            |
| ------------------------------------------- | ------------------------------------- |
| Nagy Sándor, Makedónia király               | tenor                                 |
| Amintasz, Szidón elűzött királyának fia     | kasztrált alt (ma szoprán vagy tenor) |
| Elisa, előkelő föníciai lány                | koloratúrszoprán                      |
| Agenor, föníciai nemes, Nagy Sándor barátja | tenor                                 |
| Tamirisz, a tirannus Sztratusz lánya        | mezzoszoprán                          |

## Az opera cselekménye

### I. felvonás
Elisa, előkelő származása ellenére Amintaszt szereti, aki egyszerű pásztorként éli életét. Örömmel keresi fel kedvesét, és közli vele, hogy anyja beleegyezett, hogy feleségül vegye. Nagy Sándor harcban legyőzte és megölte Sztratuszt, Szidón tirannusát, aki korábban jogtalanul bitorolta a trónt, miután eltávolította a hatalomból Alceust. A király még kiskorában elmenekítette fiát, így Amintasz mit sem tud királyi származásáról. Nagy Sándor elhatározza, hogy álruhában felkeresi az ifjút Agenor társaságában. Amintasz nemes viselkedése és tartása meggyőzi róla, hogy valóban királyi sarjat lát maga előtt. Mikor visszaindulnak a palotába, Agenort egy pásztorlány tartóztatja fel, aki nem más, mint Tamirisz, Sztratusz lánya és Agenor szerelme. A férfi azt tanácsolja neki, hogy fedje fel kilétét Nagy Sándor előtt, de a lány erre nem hajlandó, így el kell válniuk. Elisa közben apja beleegyezését is megszerzi az Amintasszal kötendő házassága ügyében. Örömmel ecseteli szerelmének az örömhírt, amikor Agenor szakítja félbe őket, aki átadja Amintasznak a királyi jogart. Felfedi előtte, hogy ő valójában Abdolonymus, Szidón törvényes uralkodója, és Nagy Sándor kívánsága az, hogy foglalja el az őt megillető trónt. A férfi ekkor tudja meg azt is, hogy nevelőjének apja kikötötte: fia addig nem tudhatja meg származását, amíg egy arra méltó férfi fel nem fedi előtte azt. Elisa boldogsága ezután nem ismer határokat. Azt javasolja, hogy halasszák el az esküvőt, hiszen szerelmének most országa újraszervezése a legfontosabb feladata. 

### II. felvonás
Agenor felfedi Nagy Sándor előtt Tamirisz kilétét, megbocsátást kér a számára, és közli szándékait a lánnyal kapcsolatban: feleségül akarja venni. De a király végül úgy határoz, hogy a béke érdekében az egykori szidóni király és a trónbitorló gyermekeinek kell összeházasodnia. Tamirisz erre nem hajlandó, inkább a büntetést választja, minthogy apja ellenfelének adja oda magát. Ezután Elisa azzal a kéréssel fordul az uralkodóhoz, hogy engedélyezze Amintasszal, a pásztorral való házasságát, hiszen abba szülei már beleegyezésüket adták. Megjelenik Abdolonymus újra pásztornak öltözve. Lemond a trónról és a hatalomról, ha ez az ára annak, hogy szerelmesével egymáséi lehessenek. Ezen Nagy Sándor is meghatódik, megváltoztatja a döntését: Elisa legyen királyné Abdolonymus oldalán, Agenor pedig vegye feleségül Tamiriszt. Ezután megbocsát a lánynak, mert a gyerekek nem felelősek szüleik vétkéért.

## Hangfelvételek
A ritkán játszott operának viszonylag sok CD felvétele került kereskedelmi forgalomba. Ezek közül hármat ismertetünk:
- Nagy Sándor – Luigi Alva, Amintasz – Reri Grist, Elisa – Lucia Popp, Tamiris – Arlene Saunders, Agenor – Nicola Monti. Közreműködik: a Nápolyi Kamarazenekar, vezényel: Denis Vaughan. A felvétel helye és ideje: Nápoly, Palazzo Reale, 1967. június. A kiadás éve: 1998. RCA 74321 50165 2, 2 CD ADD Stereo.
- Nagy Sándor – Jerry hadley, Amintasz – Angela Maria Blasi, Elisa – Sylvia NcNair, Tamiris – Iris Vermillion, Agenor – Claes hakan Ahnsjö. Közreműködik: az Academy of St. Martin-in-the-Fields zenekara, vezényel: Sir Neville Marriner. A felvétel helye és ideje: London, 1989. A kiadás éve: 1989. Philips, 422 535-2, 2 CD ADD Stereo
- Nagy Sándor – Alekszej Grigorjev, Amintasz – Johannette Zomer, Elisa – Francine can der Heyden, Tamaris – Claudia Patacca, Agenor – Marcel Reijans. Közreműködik: a Musica ad Rhenum zenekara, vezényel: Jed Wentz. A felvétel helyes és ideje: Utrecht, Maria Minor, 2001. A kiadás éve: 2001. Brilliant Classic, 99717/1-2, 2 CD DDD Stereo